# Bitva u Dobrého Pole
Bitva u Dobrého Pole (srbsky Битка код Доброг Поља/Bitka kod Dobrog Polja, bulharsky Битката при Добро поле) je jedna z bitev, které znamenaly průlom Soluňské fronty v závěru první světové války. Odehrála se v pohraničních horách současné severomakedonsko-řecké (tehdy srbsko-recké) hranice v blízkosti vesnice s názvem Dobro Pole.
Srbské a francouzské vojsko držela za linií fronty početná bulharská armáda. Její motivace stála především na odhodlanosti cara Ferdinanda I. a faktu, že během první světové války zaznamenala malé, nebo téměř žádné porážky[zdroj?]. Francouzi těsně před útokem postavili do čela nejsilnějšího dohodového vojska generála d'Espèreye. Srbové měli k dispozici dvě armády, kterým velel sám král Alexandr I. Karađorđević.
Dne 14. září byla provedena rozsáhlá příprava a následujícího dne bylo z dohodové strany zahájeno rozsáhlé bombardování. To napáchalo rozsáhlé škody jak v německé, tak i bulharské části fronty, kterou držely Ústřední mocnosti. Obrana proti útočícím vojskům dohody byla navíc nedostatečná; kulometná hnízda od sebe byla rozmístěna někdy až 7 km a početně neměly ústřední mocnosti dostatek vojáků, aby mohly odolat útoku Srbů a Francouzů.
V závěru dne mohlo srbské vojsko postupovat k vesnicím Slonovo uvo, Veternik a Gola Rudina. Francouzská armáda poté obsadila ves Kravica. K závěru dne byla obsazena linie Soko-Gradešnica. Druhého dne se nepřátelský odpor začal hroutit; srbská armáda obsadila vrchol Kozjak (dnes na severomakedonsko-řecké hranici). Značná část bulharského vojska se vzbouřila a z boje utekla zpět do vlasti.[zdroj?], což dále usnadnilo postup dohodových vojsk.
Během několika málo dní dosáhla dohodová vojska makedonská města. Dne 21. září 1918 byla obsazena Demir Kapija, 23. září Prilep, 25. září Kruševo, 26. září Veles a 29. září Skopje. Německá armáda byla poražena a stahovala se k severu. První bulharská armáda se stáhla hluboko na bulharské území. Deset dní po bitvě, která byla pro bulharské vojsko zničující, podepsala země s dohodovými mocnostmi příměří a oficiálně vystoupila z první světové války.
V září 1938 byl na místě bitvy odhalen památník.